# Meremäe (gemeente)
Meremäe (Estisch: Meremäe vald) was een gemeente in de Estlandse provincie Võrumaa. De gemeente telde 1007 inwoners op 1 januari 2017. In 2011 waren dat er 888. Ze had een oppervlakte van 134,2 km². De hoofdplaats was Meremäe.
Samen met de gemeenten Mikitamäe, Misso en Värska was Meremäe tot in oktober 2017 aangesloten bij de Unie van Gemeenten van Setomaa (Setomaa Valdade Liit). In die maand werden Meremäe, Mikitamäe, Värska en een groot deel van Misso samengevoegd tot de gemeente Setomaa.

## Geografie

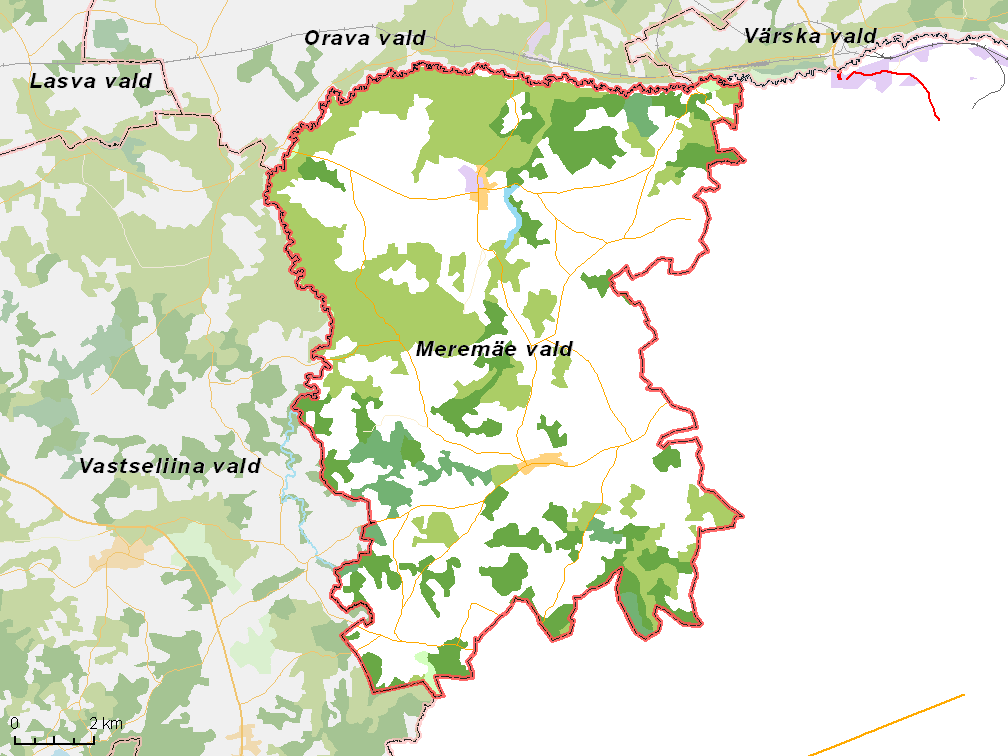
De gemeente met omliggende gemeenten, situatie van begin 2017